# Szczyglice (województwo małopolskie)
Szczyglice – wieś w Polsce położona w województwie małopolskim, w powiecie krakowskim, w gminie Zabierzów. Przez wieś przepływa rzeka Rudawa, w pobliżu znajduje się Skała Kmity.
Integralna część miejscowości: Jałowiec.
W roku 2021 we wsi mieszkały 784 osoby, z czego 53,2% mieszkańców stanowiły kobiety, a 46,8% mężczyźni.

## Historia
Pierwsza wzmianka o wsi pochodzi z 1374 roku. W 1382 r. jej właścicielem została kapituła krakowska, a w 1872 Stanisław Homolasc.
W latach 1975–1998 w województwie krakowskim.

## Sport
W Szczyglicach znajduje się wybudowany w 2009 r. „Orlik 2012” im. Orłów Kazimierza Górskiego.

W miejscowości jest też Klub Sportowy Dragon Szczyglice, powstały w 1995 roku.
Szlaki rowerowe
- Jurajski Rowerowy Szlak Orlich Gniazd[6].